# Camponotus laotzei
Camponotus laotzei är en myrart som beskrevs av Wheeler 1921. Camponotus laotzei ingår i släktet hästmyror, och familjen myror. Inga underarter finns listade.